# 821.
◄ | 8. stoljeće | 9. stoljeće | 10. stoljeće | ►
◄ | 790-ih | 800-ih | 810-ih | 820-ih | 830-ih | 840-ih | 850-ih | ►
◄◄ | ◄ | 818. | 819. | 820. | 821. | 822. | 823. | 824. | ► | ►►
Astronomija • Književnost • Kršćanstvo • Pravo • Promet

## Događaji
- Tang Mu Zong postaje car Kine
- prvi zabilježeni državni sabor Hrvata[1]

## Smrti
- 11. veljače – Benedikt Anianski, osnivač samostana i svetac
- 18. prosinca – Theodulf, Orléanski biskup
- Coenwulf, kralj Mercije

## Vanjske poveznice
|  | Zajednički poslužitelj ima još gradiva o temi 821. |